# Hygiène des aliments

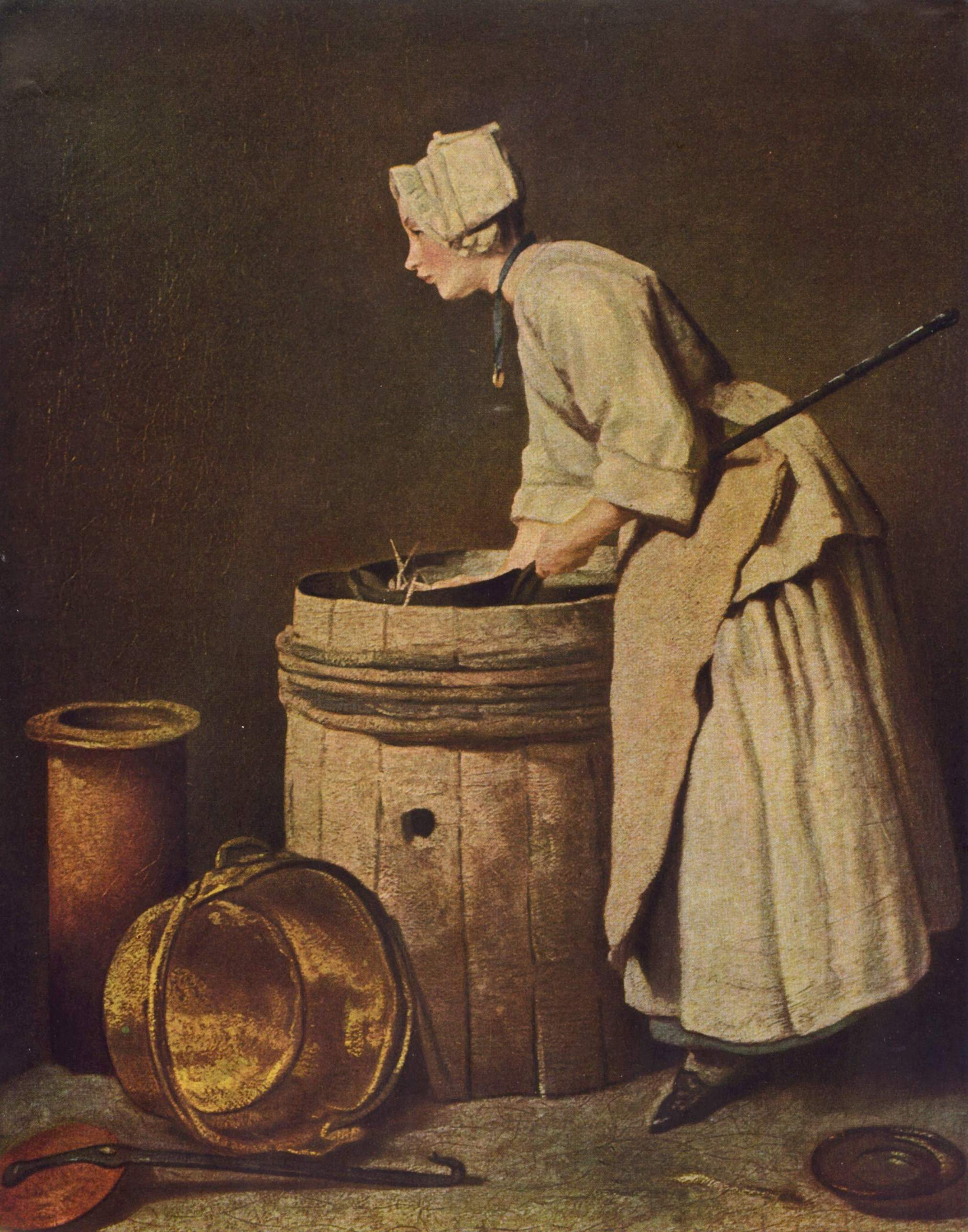
L'hygiène des ustensiles de cuisine est un premier pas (Chardin, La Fille de cuisine, vers 1736).

L'hygiène des aliments comporte l'ensemble des pratiques visant à ce que les aliments mis sur le marché ne soient ni nocifs (préjudiciables à la santé) ni inacceptables pour la consommation en raison d'altérations par des micro-organismes sans caractère nocif. On dit par conséquent que l'hygiène a deux composantes, la sécurité et la salubrité. La sécurité des aliments est aussi appelée innocuité ou sécurité sanitaire des aliments. L'hygiène des aliments comprend un certain nombre de bonnes pratiques à suivre lors de manipulations des aliments dans le but de prévenir l'altération des aliments et les atteintes potentielles à la santé. En complément des bonnes pratiques d'hygiène, les industries alimentaires mettent en œuvre une approche méthodique pour la prévention des maladies infectieuses transmises par les aliments : le système HACCP (analyse des dangers et points critiques pour leur maîtrise). 
Les aliments peuvent transmettre des maladies de personne à personne, mais également servir de moyen de croissance à certaines bactéries (tant à la surface qu'à l'intérieur de l'aliment) qui peuvent provoquer des intoxications alimentaires. 
Les aliments non surveillés propagent potentiellement des maladies. De l'instant même de leur production jusqu'au moment de leur consommation, les aliments sont constamment exposés à de possibles contaminations, tant par des agents naturels que par suite d'interventions humaines.

## Microbiologie

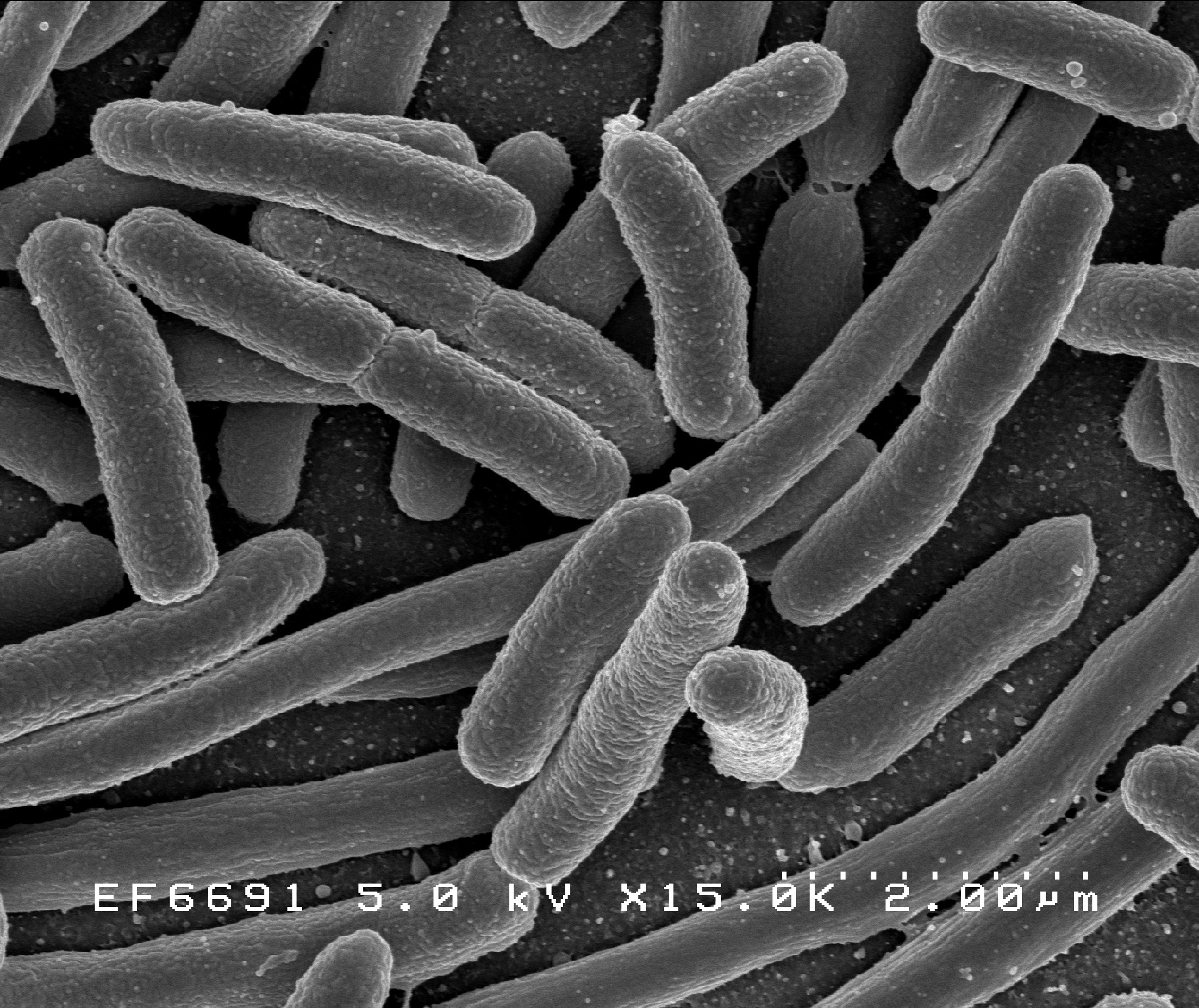
Escherichia coli, une des principales causes de la gastroentérite

Les aliments privilégient un milieu de culture idéal pour la croissance de certains micro-organismes, bactéries, spores, etc. Selon l'origine de leur présence dans les aliments, ceux-ci peuvent se diviser dans les structures internes de l'aliment, ou se trouver incorporés dans l'aliment à la suite de processus de transformation ou manipulations.
Par rapport à la consommation des aliments par l'homme, les micro-organismes peuvent être « pathogènes », c'est-à-dire cause de maladies, ou « altérants » (saprophytes) de leur texture, saveur ou couleur. La période d'incubation de la plupart d'entre eux est brève : de deux à dix heures. Certains micro-organismes ont une dose minimale infectante (DMI) basse et l'hygiène est l'unique garantie de pouvoir maintenir l'aliment dans de bonnes conditions.

### Température
En règle générale, on doit observer les règles suivantes :
- En dessous de 5 °C les micro-organismes sont en état de léthargie et leur croissance est inhibée. Certains micro-organismes ne sont tués qu'à condition de les soumettre à une température inférieure à 3 °C pendant trois jours (cela élimine les Anisakis par exemple).
- Entre 5 et 60 °C (la température dépend de l'aliment), les micro-organismes activent leur développement et se multiplient. Il existe cependant des bactéries capables de se multiplier aux températures de réfrigération.

### Maladies les plus communes
Pendant la digestion des aliments, l'acide chlorhydrique de l'estomac est capable d'éliminer de nombreuses bactéries, mais cela n'empêche pas le développement de certaines maladies chez l'homme telles la maladie infectieuse provoquée par des entérobactéries du genre Salmonelle, la shigellose, la listériose, la gastroentérite due à Escherichia coli, l'entérite causée par Yersinia enterocolitica, les diarrhées dues à Vibrio parahaemolyticus, les entérites causées par Campylobacter, les intoxications alimentaires aigües comme le botulisme (intoxication par les résidus de la bactérie Clostridium botulinum) et l'intoxication à staphylocoques, les intoxications chroniques causées par des champignons, les viroses transmises par des aliments comme l'hépatite de type A, etc.

### Traitement à l'origine
Les micro-organismes pathogènes prolifèrent de manière spécifique, certains croissent à basse température, d'autres ont besoin d'humidité, de chaleur, etc. Les précautions doivent être extrêmes quand il s'agit de la transformation d'aliments en grandes quantités : industrie agroalimentaire. Dans ce cas, les processus de transformation de l'aliment peuvent avoir divers degrés de susceptibilité d'être « contaminés ». Ces étapes du processus sont les « points critiques », qui constituent en général les points d'observation par les autorités publiques et d'extrême vigilance par les industriels de l'alimentation (Hopkins, 1997).

## Sélection de quelques aliments
Le premier conseil recommandé par les autorités chargées de surveiller l'hygiène des aliments est de choisir correctement les aliments achetés. 

### Viande

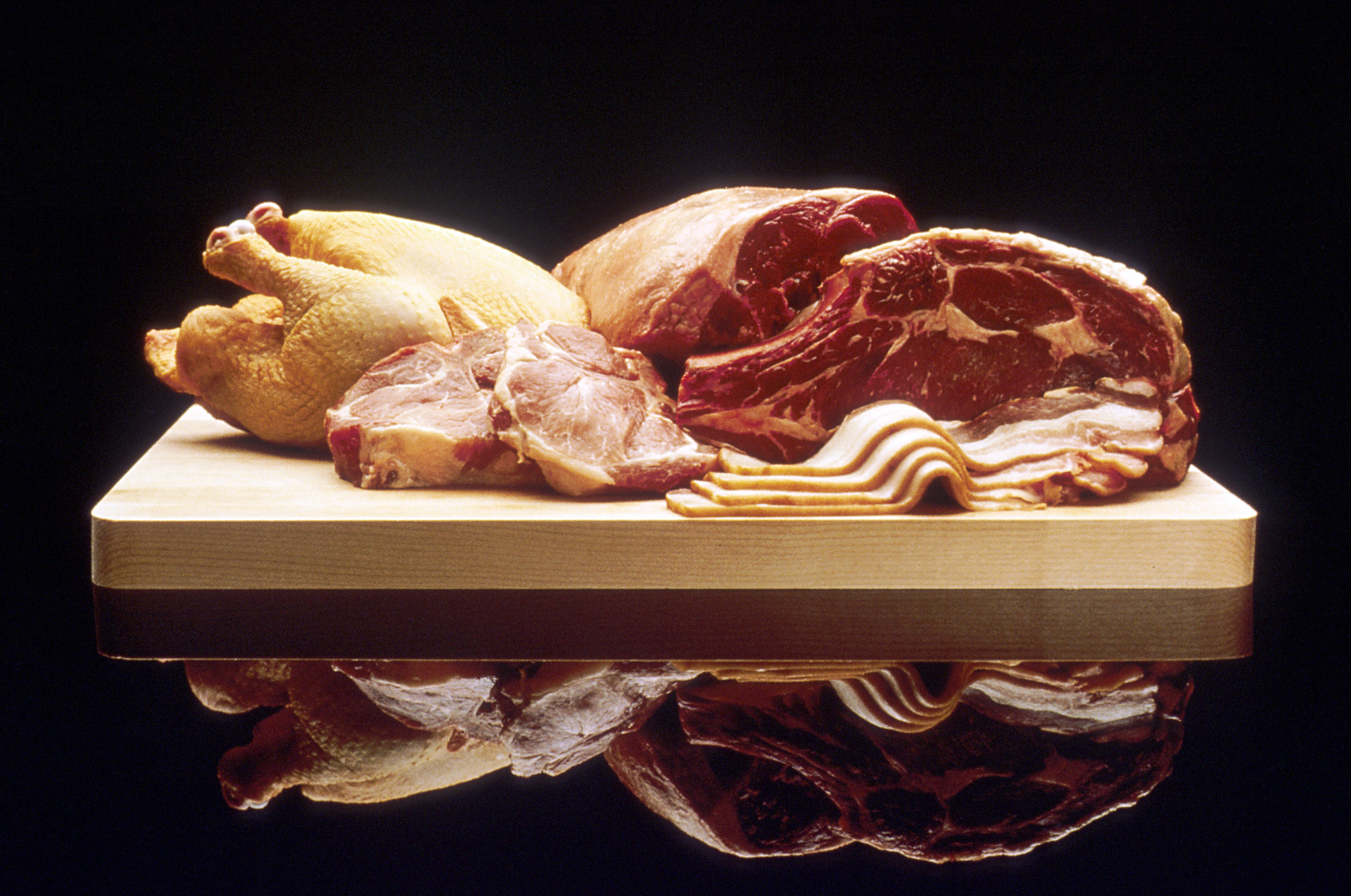
Diverses sortes de viandes

La viande doit présenter une texture agréable (si la texture est flasque, la conservation est douteuse), la viande rouge doit avoir une couleur rouge brillant sur les coupes fraîches, la viande plus ancienne prend une couleur plus sombre. Certaines catégories de viandes, comme le veau, doivent avoir une couleur rosée. La viande cuisinée ne doit en aucun cas être mélangée avec de la viande crue, dans ce cas le risque de contamination est élevé.
La charcuterie, comme forme de viande transformée, doit toujours avoir son enveloppe extérieure intégrale et adhérente au contenu intérieur. Toute charcuterie contenant de l'air ou ayant la peau relâchée doit être rejetée. En règle générale, il est préférable de soumettre la viande, si elle n'est pas consommée dans les 48 heures, à la congélation. Dans le cas de la viande hachée, ce délai se réduit à 24 heures.

### Poisson

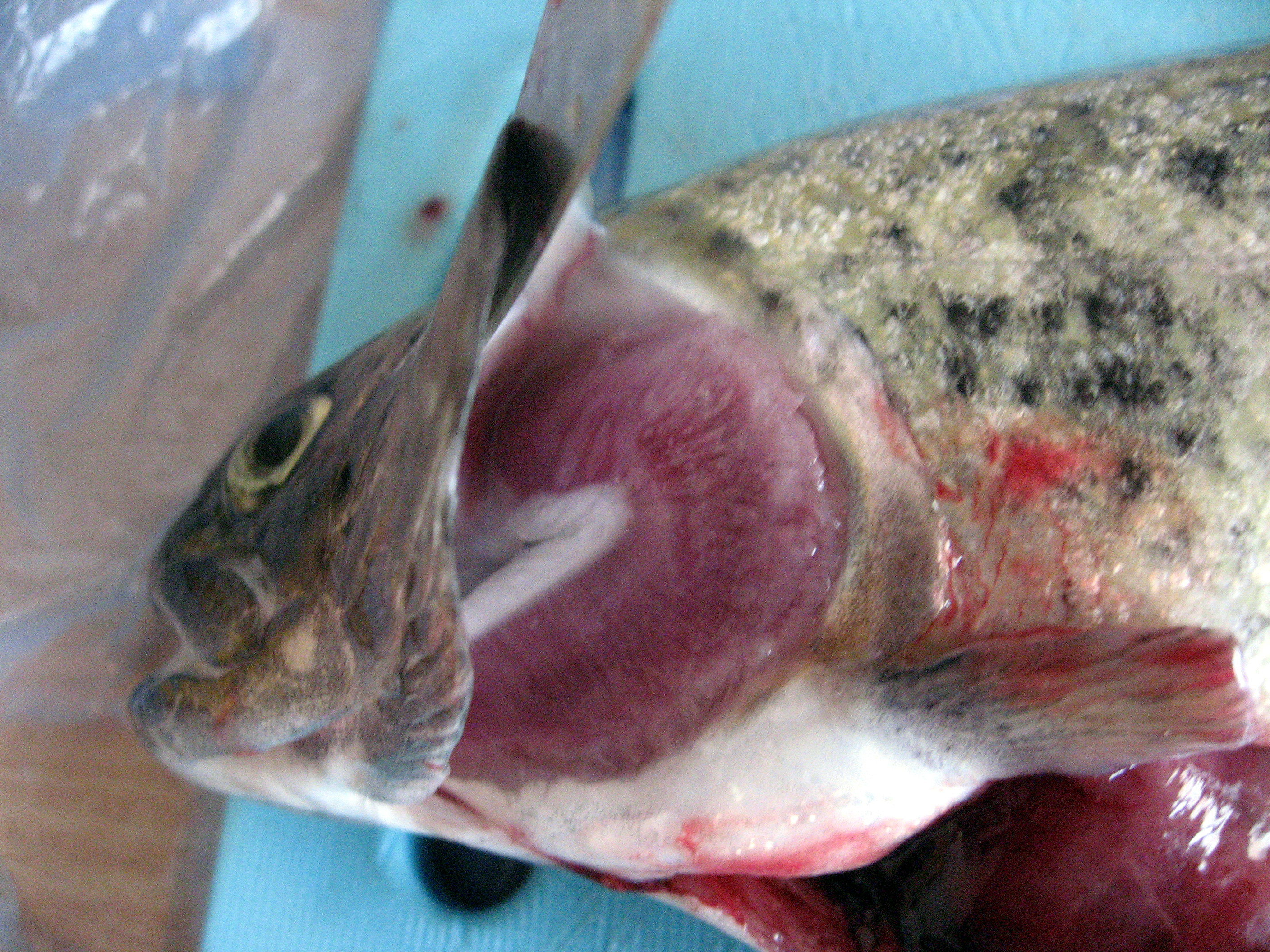
L’ouïe, sous l’opercule.

Les poissons s'apprécient selon différents critères :
- le poisson frais sent la mer, pas le poisson ;
- Les ouïes doivent être rouge brillant et non pas de couleur marron ;
- Les yeux doivent être proéminents et propres, s'ils sont humides, le poisson ne doit pas être employé ;
- Les écailles doivent être brillantes.

### Fruits et légumes

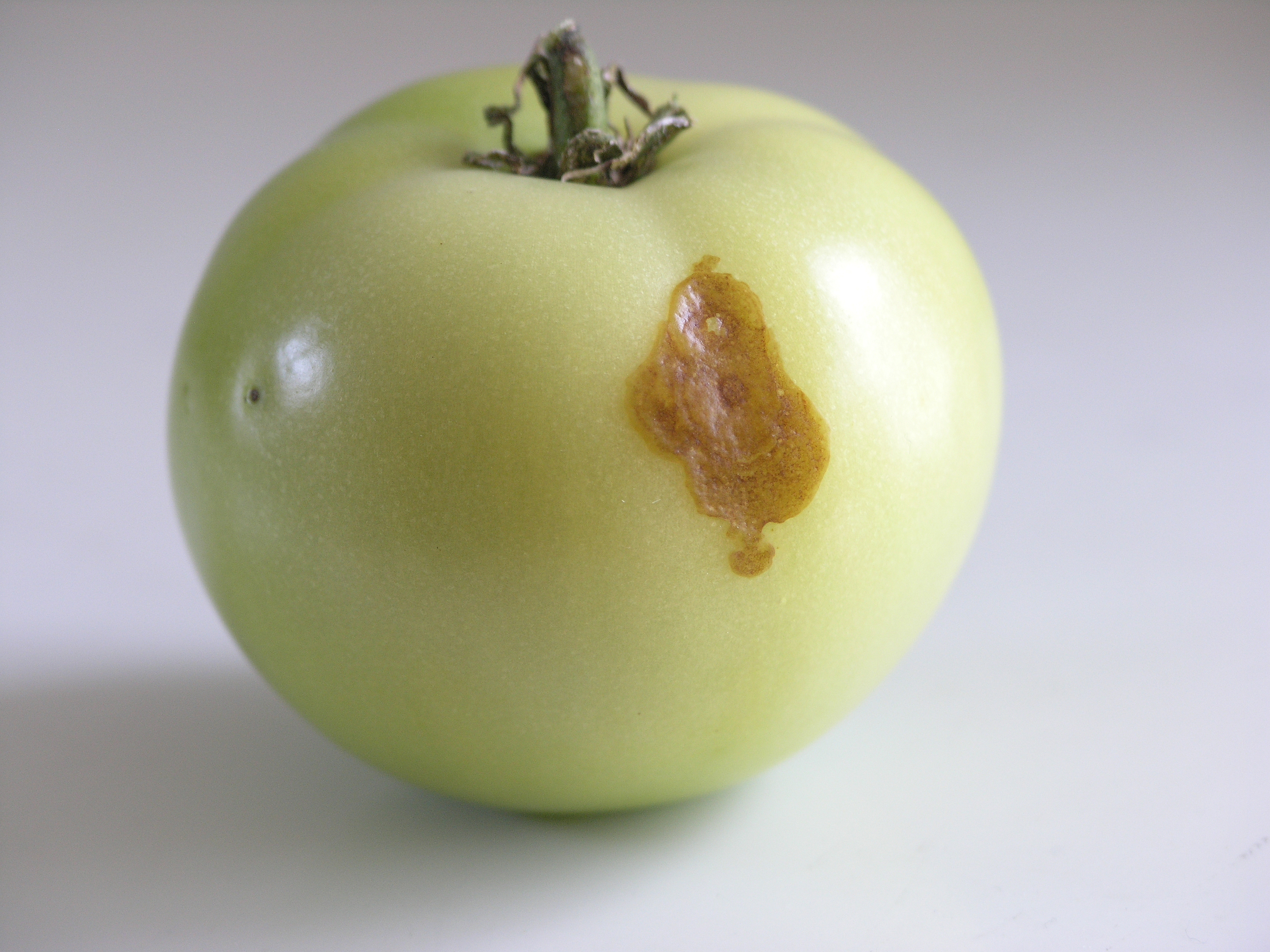
Tomate abîmée.

Les légumes requièrent un lavage et un rinçage abondant à l'eau claire, qui permet d'éliminer le sable et les impuretés adhérents à leur surface. En général, il suffit d'enlever les premières couches de peau ou d'écorce pour avoir des légumes propres. On conseille rarement l'usage de désinfectants car la chaleur lors de la cuisson élimine généralement toutes les bactéries pathogènes. On doit écarter les fruits et légumes ayant des coups ou des zones en mauvais état, celles-ci étant d'habitude des foyers de bactéries.

### Œufs et produits laitiers
Dans les aliments commercialisés, les produits laitiers transformés par l'industrie agroalimentaire sont le plus souvent soumis à une pasteurisation qui élimine une grande partie du microbiote naturel ; il est donc nécessaire de préserver ce type de laitage de toute contamination, car les agents pathogènes trouveraient là un terrain vierge propice à leur prolifération (les fromages pasteurisés étant particulièrement sensibles à ce phénomène). Les œufs, tenus dans un endroit frais, ne doivent pas être lavés ; ceux qui sont souillés par la poule doivent être consommés sans attendre.

## Hygiène en cuisine

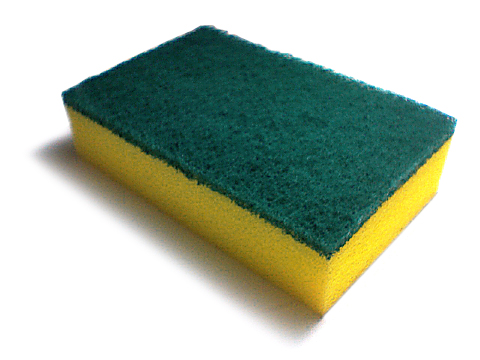
Les éponges sont des foyers d'agents pathogènes si elles ne sont pas nettoyées correctement.

La préparation des aliments pour la cuisine ou la conserve doit tenir compte du fait que l'être humain est la principale source de germes.
Pour cette raison, l'observation de normes d'hygiène est obligatoire pour le cuisinier et l'on doit toujours garantir que certains gestes soient accomplis. Parmi les plus importants figurent :
Mains propresLes mains doivent être propres à tout moment avant la manipulation et après pause ou repos. Pour cela, il suffit de se laver les mains avec de l'eau et du savon (pas de désinfectant ; le facteur le plus important est la longueur apportée au rinçage des mains) et de le faire surtout chaque fois que l'on a interrompu le processus de cuisine. Les ongles doivent être toujours propres.
Ustensiles propresLes ustensiles comme les couteaux, planches à découper, récipients, etc. doivent toujours présenter des surfaces propres, sans gouttes ni humidité. À chaque étape ou changement d'aliment, ils doivent être rincés à l'eau claire. Les ustensiles en contact avec des aliments crus doivent être lavés aussitôt.
cuire correctement les alimentsLa viande fraîche peut avoir un certain degré de contamination (en surface) et la cuisson élimine des colonies de bactéries. En revanche, la viande hachée est susceptible d'abriter des bactéries pathogènes dans toute sa masse. Si un doute existe sur sa qualité, le lait cru peut éventuellement être pasteurisé. Dans la plupart des cas, on élimine une grande partie des agents pathogènes en portant à 70 °C toute la masse de l'aliment.
Bien réchauffer les aliments avant de les consommer permet de les conserver plus longtemps comestibles avec garantie d'hygiène : surtout dans le cas de la viande hachée et du bouillon. 
Ne pas mélanger aliments crus et aliments cuisinésSi des produits crus sont joints à des aliments cuisinés, ces derniers se contaminent rapidement, alors que le processus de cuisson avait diminué la population d'organismes pathogènes. Observer cette règle y compris dans le réfrigérateur.
Conserver correctement les alimentsLorsqu'un aliment doit être conservé ou consommé avec un certain délai, il doit être mis au réfrigérateur dans un récipient couvert pour qu'il ne se mélange pas avec d'autres aliments. Les aliments pour nourrisson doivent être ingérés rapidement.
ConservesLes boîtes de conserve bombées doivent absolument être écartées. Avant de les ouvrir, il convient de nettoyer avec une eau abondante la zone d'ouverture. Si elles sont présentes, le respect des dates de péremption est impératif.
Cuisine à l'œuf cruÉviter les œufs dont la ponte est ancienne dès lors qu'il s'agit de les utiliser crus, à moins qu'ils ne soient soumis à un traitement thermique au moins dix minutes à plus de 75 °C.
Une étude de l'ANSES de 2006 avait montré que, alors que près de 40 % des TIACs (toxi-infections alimentaires collectives) en France semblent avoir le cadre domestique comme origine, 37 % des Français vérifiaient la température de la zone froide du réfrigérateur (qui devrait être inférieure ou égale à 4 °C). Seuls 37 % y emballaient systématiquement leurs aliments. Une autre enquête est en cours en 2013 concernant la conservation, décongélation, le nettoyage et la cuisson des aliments.

## Aliments sensibles
- Eau (surtout si elle est non-potable) ;
- Boissons en bouteilles ou en boîtes ;
- Viande hachées crue (carpaccio, etc.) ;
- produits à base d'œuf ;
- Produits laitiers (lait, beurre, etc.) ;
- Poisson crus (ceviches, escabèches, etc.) ;
- Légumes crus ;
- Sauces et bouillons.

## Contrôle de la sécurité sanitaire des aliments
La réglementation et le contrôle des filières agro-alimentaires a pour objet de veiller à l’hygiène et à l’innocuité des aliments « de la fourche à la fourchette ». 
Elle vise notamment à éviter les intoxications alimentaires ainsi qu'à permettre, via des dispositifs de traçabilité des produits, à pouvoir retirer des étals les produits contaminés.